# Chaetonotus brachyurus
Chaetonotus brachyurus är en djurart som tillhör fylumet bukhårsdjur, och som beskrevs av Francesco Balsamo 1980. Chaetonotus brachyurus ingår i släktet Chaetonotus och familjen Chaetonotidae. Inga underarter finns listade i Catalogue of Life.